# Brian Whitehouse
Brian Whitehouse (Slough, 11 juni 1936) is een voormalig autocoureur uit Engeland. In 1959 was hij eenmaal te vinden op de inschrijvingslijst van een Formule 1-race, de Grand Prix van Monaco van dat jaar voor het team Cooper. Op het moment van de race was Whitehouse echter niet aanwezig op het Circuit de Monaco, waar de race verreden werd, en startte die race dus niet. Hij schreef zich hierna nooit meer in voor een Formule 1-race. Tussen 1957 en 1961 reed Whitehouse ook races in de sport cars, waar hij drie overwinningen behaalde.